# 竹沢うるま
竹沢 うるま（たけざわ うるま、1977年11月21日 - ）は、日本の写真家。大阪府枚方市出身。名前の「うるま」とは沖縄の方言でサンゴに囲まれた島という意味。

## 経歴
同志社香里高等学校を経て、同志社大学法学部法律学科を卒業。大学在学中はダイビング部に所属し、訪れた沖縄の海を見て写真を始める。1年渡米して独学で写真を学び、卒業後はダイビング雑誌「ダイビングワールド」の社員カメラマンとして水中写真を撮影。2005年独立。2010年 - 2012年に「1021日103カ国を巡る旅」を行い、その模様を写真集『Walkabout』、旅行記『The Songlines』として出版する。
2014年にはインド北部で撮影した作品『スピティ谷の女』で第三回日経ナショナルジオグラフィック写真賞受賞。2015年に初の海外個展をニューヨークで開催するなど、日本国内外で活動。

## 趣味
カレーが大好物。自らを「幻のカレーを求めて世界を旅する写真家」と、カレーに対する思いを公私共に熱く語っている。インド系、東南アジア系、ヨーロッパや北米、中南米、アフリカ、オセアニアなど、世界各国でカレーを堪能してきた。自身でスパイスを多用してカレー作りもする。

## 作品

### 写真集[9]
- URUMA―OKINAWA GRAPHIC BOOKLET - 2007年 マリン企画 ISBN 4895124711
- Tio’s Island  - 共著 2010年 小学館 ISBN 4096820539

- Walkabout - 2013年 小学館 ISBN 4096820849
- 今 - 共著 2015年 小学館 ISBN 409104669X
- Buena Vista - 2015年 創芸社 ISBN 4881442082
- Kor La - 2016年 小学館 ISBN 4096822310
- 特別版 旅情熱帯夜〈00〉-Portugal- （アタシ社 2017年）

### 著書[9]
- The Songlines - 2015年 小学館 ISBN 4093884056
- 旅情熱帯夜 - 2016年 実業之日本社 ISBN 4408630187

## TV・ラジオ出演[9]
- The Photographers 2 "心を揺さぶる光景を求めて" - BS朝日
- テレビ未来遺産 地球絶景ミステリー - TBS
- ニュースザップ - スカパー！
- めざせ!100％地球ギャラリーコレクターズ99 - 朝日放送
- 岡田准一 Growing Reed - ゲスト 2017年7月30日
- SELECTION TALK ABOUT PHOTOGRAPHY 〜竹沢うるま　旅情熱帯夜〜 - J-WAVE

## 受賞
- 第三回日経ナショナルジオグラフィック写真賞受賞[5] - 2014年